# Mesoleuca alaudaria
Mesoleuca alaudaria är en fjärilsart som beskrevs av Freyer 1846. Mesoleuca alaudaria ingår i släktet Mesoleuca och familjen mätare. Inga underarter finns listade i Catalogue of Life.